# Залозецька селищна рада
Залозе́цька се́лищна ра́да — адміністративно-територіальна одиниця та орган місцевого самоврядування у Зборівському районі Тернопільської області. Адміністративний центр — селище міського типу Залізці.

## Загальні відомості
Залозецька селищна рада утворена в 1939 році.
- Територія ради: 2,84 км²
- Населення ради: 2 703 особи (станом на 1 січня 2012 року)
- Територією ради протікає річка Серет

## Населені пункти
Селищній раді підпорядковані населені пункти:
- смт Залізці

## Склад ради
Рада складається з 20 депутатів та голови.
- Голова ради: Фесик Любомир Іванович
- Секретар ради: Бачинський Борис Броніславович

### Керівний склад попередніх скликань
| Прізвище, ім'я, по батькові | Основні відомості                                                            | Дата обрання | Дата звільнення |
| --------------------------- | ---------------------------------------------------------------------------- | ------------ | --------------- |
| Фесик Любомир Іванович      | Селищний голова, 1967 року народження                                        | 26.03.2006   | 31.10.2010      |
| Фесик Любомир Іванович      | Селищний голова, 1967 року народження, освіта вища, член партії Єдиний Центр | 31.10.2010   |                 |

Примітка: таблиця складена за даними сайту Верховної Ради України

### Депутати
За результатами місцевих виборів 2010 року депутатами ради стали:

#### За суб'єктами висування
| Суб'єкт висування                                   | Кількість обраних депутатів | %  |
| --------------------------------------------------- | --------------------------- | -- |
| Самовисування                                       | 11                          | 55 |
| Політична партія Всеукраїнське об'єднання «Свобода» | 9                           | 45 |

#### За округами
| № округу                                            | Прізвище, ім'я, по батькові     | Дата визнання обраним | Освіта             | Партійна приналежність | Відомості про обраного депутата                                |
| --------------------------------------------------- | ------------------------------- | --------------------- | ------------------ | ---------------------- | -------------------------------------------------------------- |
| Політична партія Всеукраїнське об'єднання «Свобода» |                                 |                       |                    |                        |                                                                |
| 5                                                   | Ватрас Оксана Волдодимирівна    | 05.11.2010            | середня спеціальна | позапартійна           | приватний підприємець                                          |
| 6                                                   | Мазяр Володимир Тадейович       | 05.11.2010            | вища               | позапартійний          | ПП «Корсар», інженер будівель-ник                              |
| 8                                                   | Кривий Ярослав Михайлович       | 05.11.2010            | середня            | позапартійний          | тимчасово не працює                                            |
| 9                                                   | Підкамінний Борис Володимирович | 05.11.2010            | середня спеціальна | позапартійний          | пенсіонер                                                      |
| 11                                                  | Монько Ігор Віталійович         | 05.11.2010            | вища               | позапартійний          | ДП «Зало-зецький спиртовий завод», головний інженер            |
| 13                                                  | Топорницький Віктор Ярославович | 05.11.2010            | вища               | позапартійний          | приватний підприємець                                          |
| 15                                                  | Карпович Микола Григорович      | 05.11.2010            | середня спеціальна | позапартійний          | Залозецька ДМШ, викладач музики                                |
| 16                                                  | Швець Володимир Васильович      | 05.11.2010            | середня спеціальна | позапартійний          | Гаї Розтоцька загальноосвітня школа І-ІІІ ст., викладач музики |
| 18                                                  | Тимчій Іван Михайлович          | 05.11.2010            | середня спеціальна | позапартійний          | приватний підприємець                                          |
| Самовисування                                       |                                 |                       |                    |                        |                                                                |
| 1                                                   | Бачинський Борис Броніславович  | 05.11.2010            | вища               | член Єдиного Центру    | Залозецька селищна рада, секретар                              |
| 2                                                   | Бонк Іван Степанович            | 05.11.2010            | середня            | позапартійний          | приватний підприємець                                          |
| 3                                                   | Попелишин Михайло Андрійович    | 05.11.2010            | середня спеціальна | позапартійний          | ДП «Зало-зецький спиртовий завод», началь-никтранспорту        |
| 4                                                   | Галушка Тетяна Миколаївна       | 05.11.2010            | вища               | позапартійна           | ЗалозецькаНРЛ, лікартерапевт                                   |
| 7                                                   | Душинський Василь Антонович     | 05.11.2010            | вища               | позапартійний          | приватний підприємець                                          |
| 10                                                  | Кромець Павло Володимирович     | 05.11.2010            | вища               | позапартійний          | Залозецька МПО, заступ-ник началь-ника                         |
| 12                                                  | Процик Михайло Зіновійович      | 05.11.2010            | вища               | позапартійний          | тимчасово не працює                                            |
| 14                                                  | Федорович Володимир Ігорович    | 05.11.2010            | вища               | позапартійний          | Залозецький МБК, директор                                      |
| 17                                                  | Михальчишин Любомир Іванович    | 05.11.2010            | середня спеціальна | позапартійний          | АТП-16150, автомеханік                                         |
| 19                                                  | Григус Михайло Миколайович      | 05.11.2010            | вища               | позапартійний          | Філія БВ № 9, завідувач                                        |
| 20                                                  | Баран Володимир Миколайович     | 05.11.2010            | вища               | позапартійний          | Залозецький МНВК, директор                                     |